# 1349 Bechuana
1349 Bechuana (1934 LJ) là một tiểu hành tinh vành đai chính được phát hiện ngày 13 tháng 6 năm 1934 bởi Jackson, C. ở Johannesburg (UO).